# Il tradimento (film)
Il tradimento è un film del 1951 diretto da Riccardo Freda.
Venne successivamente ridistribuito con il titolo Passato che uccide.

## Trama
L'ingegnere Pietro Vanzelli viene accusato di aver ucciso Renato Salvi, suo collaboratore e spasimante della moglie Clara, che lo ha sempre respinto. Durante il processo non emergono prove in sua difesa: Pietro viene quindi condannato.
Dopo molti anni, l'uomo esce di galera e parte alla ricerca della famiglia: viene a sapere che la moglie s'era trasferita a Livorno con la figlia Luisa. Sul treno, Pietro s'imbatte accidentalmente in Renato, il quale, messo alle strette, gli confessa la verità: dopo aver sottratto molti soldi dall'impresa e dopo essere stato nuovamente respinto da Clara, aveva deciso di sparire ma al tempo stesso d'incolpare Pietro per vendetta; Renato gli rivela anche che la moglie è ormai morta, mentre la figlia lavora come istitutrice presso una facoltosa famiglia di Livorno, i Soldani.
Proprio Luisa ha stretto un sincero legame con Stefano, il maggiore dei figli, ma la famiglia osteggia questo rapporto, e dopo aver convinto il figlio a studiare a Londra, costringe Luisa a licenziarsi.
La ragazza tenta diverse volte di trovare un lavoro, ma senza successo; la proprietaria della pensione le ricorda allora che ci sono altri modi per fare soldi e che dovrebbe approfittarne.
Una sera Luisa incontra proprio Pietro, che viene cacciato da un bar dopo lo scoppio d'una rissa, e lo conduce nella propria stanza; l'uomo sospetta che la ragazza abbia agito per soldi e la umilia, ma poi, parlando della bambola alla quale la ragazza è molto legata, scopre in lei la figlia che credeva perduta.
A questo punto tutto sembra andare per il meglio: Pietro ha ritrovato la figlia, e la ragazza può coronare il proprio sogno d'amore con Stefano, dato che anche la famiglia Soldani si è pentita delle proprie azioni.
Purtroppo ricompare Renato: l'uomo vuole soldi per non riportare a galla la vecchia storia e rovinare il matrimonio di Luisa; Pietro non vuole cedere e sta per chiamare la polizia quando viene ferito con un coltello da Renato: ne segue una colluttazione nella quale è proprio quest'ultimo ad avere la peggio.
Non sapendo cosa fare, Pietro carica il cadavere in macchina e lo riporta al fiume, nello stesso punto in cui si diceva fosse stato gettato anni prima. Ma poi, dopo aver assistito al matrimonio della figlia, si costituisce alla polizia;
il processo è breve, pur condannato per omicidio, Pietro si vede riconoscere la legittima difesa e può tornare libero a fianco dell'adorata figlia.

## Produzione
Il film è una fusione tra il filone dei melodrammi sentimentali strappalacrime (allora molto in voga tra il pubblico italiano e poi ribattezzato dalla critica con il termine neorealismo d'appendice) e quello poliziesco.
Venne girato negli stabilimenti romani della S.A.F.A. Palatino tra la fine del 1950 e l'inizio del 1951.

## Distribuzione
La pellicola venne distribuita nel circuito cinematografico italiano a partire dall'11 aprile del 1951.

## Accoglienza
La pellicola incassò 311.000.000 di lire dell'epoca.